# Solncevo (stanice metra v Moskvě)
Solncevo (rusky Солнцево) je stanice moskevského metra na Kalininsko-Solncevské lince, která byla zprovozněna dne 30. srpna 2018 v rámci úseku Ramenki - Rasskazovka. Je pojmenována po čtvrti, ve které se nachází. 

## Charakter stanice
Stanice Solncevo se nachází pod ulicí Bogdanova (Улица Богданова) mezi jejím křížením s Poputnou ulicí (Попутная улица) a chrámem Sergeje Radoněžského. 
Stanice disponuje dvěma podzemními vestibuly, jihozápadním a severovýchodním.  Výstupy z jihozápadního vestibulu ústí k ulici Bogdanova, Poputné ulici a ulici Aviatorov (Улица Авиаторов), ze severovýchodního pak k ulici Bogdanova v blízkosti chrámu. Schodiště propojující vestibul s povrchem jsou kryta pavilony, které mají podobu přístřešků se sedlovou střechou, do kterých přes děrované plechy proniká přirozené sluneční světlo. Kvůli ochraně před srážkami jsou otvory ve střeše a stěnách utěsněny akrylovým sklem.  
Design stanice vzešel z mezinárodního konkurzu. Vítězem se stalo moskevské architektonické studio Nefa Architects, které zvítězilo jak u odborné komise tak i u veřejnosti. V designu se odráží jméno stanice i celé čtvrti - jelikož solnce (солнце) znamená v ruštině slunce - tak, že na v prostoru nástupiště jsou imitovány sluneční paprsky vycházející ze svítících otvorů ve stěnách a stropě. Navigace na stěnách je provedena formou svítícího pásu v průsvitném umělém kameni. Při výstupu po eskalátorech budou moci cestující vidět optický klam v podobě stoupajícího slunečního disku. Vzhledem k terénu je délka eskalátorů v jihozápadním vestibulu o 5 metrů delší než v severovýchodním - 30 metrů oproti 25. 
V blízkosti stanice se nachází stejnojmenné depo, které obsluhuje celou solncevskou část Kalininsko-Solncevské linky. 